# Black Lives Matter
Black Lives Matter (скр. BLM; прев. Животи црнаца су важни) друштвени је покрет који се противи расизму и насиљу (посебно полицијском насиљу) над Афроамериканцима. Покрет је децентрализована грасрутс иницијатива, а његови активисти приређују догађаје на терену.

## Лоше управљање средствима
Оптужбе о лошем управљању средствима од стране организације Black Lives Matter Global Network Foundation су подигнуте након што су средства искоришћена за куповину куће која је коштала 6 милиона долара у јужној Калифорнији и по речима једног од вођа БЛМ а уједно и корисника куће она би се користила као објекат за стипендију црних уметника. Имање је обухватало шест спаваћих соба, студио за снимање и базен.